# كينزو نامبو
كينزو نامبو (باليابانية: 南部 健造) (22 أغسطس 1992 في طوكيو في اليابان – )؛ هو لاعب كرة قدم ياباني سابق كان يلعب كمدافع.

## وصلات خارجية
- كينزو نامبو على موقع رابطة كرة القدم اليابانية للمحترفين (اليابانية)
- كينزو نامبو على موقع قاعدة بيانات كرة القدم.إي يو (الإنجليزية)
- كينزو نامبو على موقع Soccerway.com (الإنجليزية)
- كينزو نامبو على موقع عالم كرة القدم.نت (الإنجليزية)